# Coenosia niveifrons
Coenosia niveifrons är en tvåvingeart som beskrevs av Stein 1913. Coenosia niveifrons ingår i släktet Coenosia och familjen husflugor. Inga underarter finns listade i Catalogue of Life.